# Rosario Balmaceda
Rosario Francisca María Balmaceda Holley, née le 26 mars 1999 à Santiago au Chili, est une joueuse internationale chilienne de football évoluant au poste d'attaquante au club du Santiago Morning.

## Biographie
Avec l'équipe du Chili féminine, elle participe à la Coupe du monde 2019 organisée en France, puis aux Jeux olympiques d'été de 2020 qui se déroulent lors de l'été 2021 à Tokyo. Elle joue trois matchs lors du mondial, et à nouveau trois rencontres lors du tournoi olympique.